# Pitthea flavipicta
Pitthea flavipicta är en fjärilsart som beskrevs av Aurivillius 1925. Pitthea flavipicta ingår i släktet Pitthea och familjen mätare. Inga underarter finns listade i Catalogue of Life.